# 苏州西站
苏州西站，又称白洋湾站，是位于中国江苏省苏州市姑苏区的一个铁路货运站，距苏州站6.3公里，位于苏州市区的西侧。车站不办理客运业务，办理零散货物快运和批量零散货物快运，主要办理钢铁、矿建、石油、文教和粮食类货物。

## 概要
车站始建于1951年，当时称白洋湾站，系沪宁铁路上的一个会让站，属上海铁路局管辖。1984年，将原先3条股道扩至11条。1986年9月，车站更名为苏州西站。1987年5月，苏州站一切货运业务全部迁至苏州西站办理。
苏州西站现设有正线2条、到发线8条、调车线5条。站场西南侧为机务折返所，有进库线、出库线及卸油线各1条，由苏州直属站运转车间管理。
车站货场位于站场西侧，占地面积30.5万平方米，有货物装卸线12条、调车线2条、走行线2条，吸引苏州大部、浙江北部和江苏中部地区的货源。站场内拥有面积21500平方米的大型仓库7座、面积3500平方米的雨棚2座、最大吨位为1000吨的港池2个和10余台大型门吊；车站设有通往中国石化销售有限公司江苏苏州石油分公司、苏州物资储运有限责任公司、苏州市金驼铃石化物流有限公司、苏州市金仓粮食物流中心有限公司和上海机务段共七条专用线。

## 接驳交通
| 白洋湾 | 白洋湾                       | 白洋湾 | 白洋湾               | 白洋湾               |
| 编号   | 路线                         | 路线   | 路线                 | 备注                 |
| ------ | ---------------------------- | ------ | -------------------- | -------------------- |
| 34     | 苏州市康复医院               | ⇆      | 外塘新村             | 经东桥中心小学       |
| 34长线 | 苏州市康复医院               | ⇆      | 外塘新村             | 定时班车；经聚民路西 |
| 85     | 望亭首末站                   | →      | 官渎里立交换乘枢纽站 |                      |
| 85     | 望亭首末站东                 | ←      | 官渎里立交换乘枢纽站 |                      |
| 306    | 华通首末站                   | ↺      | 新庄立交             |                      |
| 311    | 上塘街                       | ⇆      | 浒关首末站           |                      |
| 529    | 东方大道（古玩城）首末站     | ⇆      | 浒关首末站           |                      |
| 937    | 狮山国际会议中心公交换乘枢纽 | →      | 青花路首末站         |                      |
| 937    | 狮山国际会议中心南           | ←      | 青花路首末站         |                      |